# Бари (Жиронда)
Бари (фр. Barie) насеље је и општина у југозападној Француској у региону Аквитанија, у департману Жиронда која припада префектури Лангон.
По подацима из 2011. године у општини је живело 280 становника, а густина насељености је износила 52,53 становника/km². Општина се простире на површини од 5,33 km². Налази се на средњој надморској висини од 13 метара (максималној 18 m, а минималној 7 m).

## Демографија
| 1962. | 1968. | 1975. | 1982. | 1990. | 1999. | 2011. |
| ----- | ----- | ----- | ----- | ----- | ----- | ----- |
| 245   | 289   | 277   | 260   | 234   | 211   | 280   |

График промене броја становника у току последњих година